# Sinduito
Sinduito de Segovia (m. noviembre de 675) fue un religioso visigodo que sucedió a Anserico de Caamaño en el cargo de obispo de Segovia.
Los historiadores lo sitúan en la corte del rey Wamba (m. 688) y le atribuyen dotes de buen político. Sostienen que aconsejó al rey acerca de la revuelta ocurrida en la región de Septimania en la Galia (al sureste de la actual Francia) en el año 673, en la que algunos nobles visigodos seguidores de Ilderico, que se había proclamado rey, intentaron derrocar a Wamba. El monarca no hizo caso a los consejos de Sinduito y envió a negociar al duque Paulo, que terminó proclamándose rey.
Se desconoce el año en el que alcanzó la diócesis de Segovia y consta con el cargo en el 675, pues lo era cuando se celebró el XI Concilio de Toledo. No acudió por estar enfermo, enviando en su nombre al diácono Liberato por su procurador, al que dio instrucciones. Parece que gobernó la diócesis durante corto espacio de tiempo, y la enfermedad que le impidió asistir al concilio (abierto el 7 de noviembre) hubo de costarle la vida, pues falleció en el propio mes de noviembre del año 675. Gregorio de Argaiz le hace monje, y sostiene que al menos aún vivía en el año 677.

| Predecesor: Anserico | Obispo de Segovia ¿? - 675 | Sucesor: Deodato |